# Xenochernes caxinguba
Genre
Espèce
Xenochernes caxinguba, unique représentant du genre Xenochernes, est une espèce de pseudoscorpions de la famille des Chernetidae.

## Distribution
Cette espèce est endémique du Minas Gerais au Brésil. Elle se rencontre vers Pirapora.

## Description
Le mâle décrit par Harvey en 1994 mesure 2,32 mm et la femelle 2,28 mm.

## Publication originale
- Feio, 1945 : Novos pseudoscorpiões de região neotropical (com a descriçao de uma subfamilia, dois géneros e sete espécies). Boletim do Museu Nacional Rio de Janeiro, n.s. Zoologia, vol. 44, p. 1-47.